# Религия в Словакия
|  |  |  |

Религии в Словакия (2011)
Християнството е преобладаващата религия в Словакия. 62% от словаците принадлежат към римокатолическата църква. Още 4% принадлежат към Гръцката византийска католическа църква. 9% са протестанти. Членове на други църкви, включително на такива, които не са регистрирани, са 1,1% от населението. Източноправославни християни са най-вече русините.  Римокатолическата църква има осем диоцеза и три архидиоцеза в две провинции. Словашката гръцка византийска католическа църква има три епархии в Словакия и една в Канада. Около една трета от членовете на църквите посещават църковни литургии. 
Сред другите изповядвани в Словакия религии са ислям, юдаизъм и индуизъм. В страната има 18 регистрирани църкви и религии.  През 2010 г. в Словакия по оценки има 0,2% мюсюлмани.  В страната има 2300 евреи. Преди Втората световна война броят им е бил 90 000. 

## Статистика
| Деноминация                                                     | Членове   | %     |
| --------------------------------------------------------------- | --------- | ----- |
| Римокатолическа църква в Словакия                               | 3 347 277 | 62,0% |
|                                                                 |           |       |
| Евангелистка църква на аугсбургското вероизповедание в Словакия | 372 858   | 5,9%  |
|                                                                 |           |       |
| Словашка гръцка византийска католическа църква                  | 206 871   | 3,8%  |
|                                                                 |           |       |
| Калвинизъм                                                      | 98 797    | 1,8%  |
|                                                                 |           |       |
| Православна църква на чешките земи и Словакия                   | 49 133    | 0,9%  |
|                                                                 |           |       |
| Свидетели на Йехова                                             | 17 222    | 0,3%  |
|                                                                 |           |       |
| Методизъм                                                       | 10 328    | 0,2%  |
|                                                                 |           |       |
| Неопределена                                                    | 571 437   | 10,6% |
|                                                                 |           |       |
| Невярващи                                                       | 725 362   | 13,4% |
|                                                                 |           |       |
| Източник: Преброяване на Словакия 2011                          |           |       |